# The dark side of the Moog, vol. 6
The dark side of the Moog, vol. 6 is een studioalbum van Klaus Schulze en Peter Namlook (eigenlijk Peter Kuhlman). Het bevat de voortzetting van de samenwerking tussen deze twee specialisten binnen de elektronische muziek. Opnamen vonden plaats in een geluidsstudio in Traben-Trarbach.
De opname verscheen bij Fax, hetgeen na verloop van tijd distributieproblemen kende en verdween. In 2015 bracht Schulze de gehele serie in drie verzamelboxen uit op zijn eigen platenlabel MIG (Made In Germany). 
De titel van de reeks is een verbastering van Pink Floyds muziekalbum The Dark Side of the Moon. Het is tevens een verwijzing naar het synthesizermerk Moog. De tracks van deel 6 heten alle The final DAT, een variant op Pink Floyd’s album (en ook nummer) The Final Cut. Schulze en Namlook verklaarden dat er geen verband is tussen de muziek van hun en die van Pink Floyd, maar dat het verband gezocht moet worden in het gebruik van de Moog, bij Pink Floyd door Richard Wright, al speelde die niet meer mee op genoemd album. 

## Musici
- Klaus Schulze, Peter Namlook, Bill Laswell – synthesizers, elektronica

## Muziek
| Nr. | Titel                    | Duur  |
| --- | ------------------------ | ----- |
| 1.  | The final DAT (part I)   | 7:55  |
| 2.  | The final DAT (part II)  | 7:09  |
| 3.  | The final DAT (part III) | 4:42  |
| 4.  | The final DAT (part IV)  | 9:41  |
| 5.  | The final DAT (part V)   | 24:09 |
| 6.  | The final DAT (part VI)  | 10:41 |

## Nasleep
Ondanks dat de serie als een uitstapje van Schulze werd gezien, vonden er regelmatig heruitgaven plaats waarbij Schulze zelf garant stond voor de box-versie uit 2026 die hij uitbracht op zijn eigen Made in Germany-label. In 2019 volgde op datzelfde label van de delen 5 en 6 opnieuw (dubbel)elpeepersingen met goede geluidskwaliteit.